# Edosa hemichrysella
Edosa hemichrysella är en fjärilsart som beskrevs av Walker 1866. Edosa hemichrysella ingår i släktet Edosa och familjen äkta malar. Inga underarter finns listade i Catalogue of Life.